# 毋姓
毋姓（古音：武夫切）是中文姓氏之一，在《百家姓》中排第386位。在现代他是极罕见的姓氏。

## 起源
出自妫姓。毋又作“母”，据《后汉书·献帝纪·胡毋班注》记载：本陈胡公之后，公子完奔齐，遂有齐国（指田齐），远本胡公，近取毋邑。另据《百家姓考略》所载：其后分三生；一曰胡毋，一曰毌丘，一曰毋氏。

## 郡望
- 巨鹿郡：秦始皇时置，今河北平乡、晋县一带。

## 延伸阅读
[在维基数据编辑]
 《百家姓》
 《欽定古今圖書集成·明倫彙編·氏族典·毋姓部》，出自陈梦雷《古今圖書集成》